# Irini Mitropulu
Irini Mitropulu (grec. Ειρήνη Μητροπούλου; ur. 23 czerwca 1975 w Atenach) – grecka koszykarka, występująca na pozycji środkowej, reprezentantka kraju.

## Osiągnięcia
Na podstawie, o ile nie zaznaczono inaczej.

### Drużynowe
- Mistrzyni Grecji (1993–1997, 1999)
- Wicemistrzyni Grecji (2011)
- Zdobywczyni Pucharu Grecji (1996, 1999)
- Finalistka Pucharu Grecji (1998, 2001, 2010)
- Uczestniczka rozgrywek:
  - Puchar Europy Mistrzyń Krajowych/Euroligi (1994–1996, 1996–1998, 1999–2001)
  - Pucharu Ronchetti (1998/1999, 2000/2001)

### Reprezentacja
- Uczestniczka:
  - mistrzostw świata (2010 – 11. miejsce)
  - igrzysk śródziemnomorskich (1997 – 4. miejsce)
  - kwalifikacji do mistrzostw Europy (1995, 1997, 1999, 2001)